# Aganippe rhaphiduca
Aganippe rhaphiduca är en spindelart som beskrevs av William Joseph Rainbow och Robert Henry Pulleine 1918. Aganippe rhaphiduca ingår i släktet Aganippe och familjen Idiopidae.
Artens utbredningsområde är Western Australia. Inga underarter finns listade i Catalogue of Life.